# Martinella
Martinella Baill. es un género de plantas de la familia Bignoniaceae que tiene ocho especies descritas de árboles. Se distribuyen desde México a Bolivia.

## Descripción
Son bejucos, con las ramitas teretes, sin campos glandulares interpeciolares o pseudoestípulas, generalmente con crestas interpeciolares conspicuamente abultadas. Hojas 2-folioladas, a veces con 1 zarcillo trífido; folíolos ovados a elípticos, 7–21 cm de largo, ápice obtuso a acuminado, base truncada a asimétricamente subcordada. Inflorescencia un racimo axilar, flores color vino; cáliz tubular-campanulado, 2–4-labiado, 1.1–2.1 cm de largo; corola campanulada sobre un tubo angosto basal, 4–6 cm de largo, más o menos glabra o lepidoto-glandular por fuera del tubo; tecas rectas, divaricadas; ovario linear-cilíndrico, escasamente lepidoto o puberulento. Cápsula linear, muy fuertemente comprimida, 50–130 cm de largo y 1.2–1.8 cm de ancho, superficie lisa sin una línea media evidente, glabra a muy inconspicua y escasamente puberulenta; semillas delgadas, 2-aladas con alas cafés.

## Taxonomía
El género fue descrito por Henri Ernest Baillon  y publicado en Histoire des Plantes 10: 30–31. 1891[1888]. La especie tipo es: Martinella martinii (DC.) Baill.

### Especies
- Martinella iquitoensis A.Samp.
- Martinella merkli Medvedev, 2000
- Martinella obovata Bureau & K.Schum.
- Martinella vietnamica Medvedev, 2000